# گوردون کوری
گوردون کوری (به انگلیسی: Gordon Currie) (زاده ۲۵ سپتامبر ۱۹۶۵) بازیگر، کارگردان، تهیه‌کننده کانادایی-آمریکایی است.
از فیلم‌های معروف او می‌توان به بازی در فیلم پارک سگ و بهشت آبی من اشاره کرد.